# 九州インターメディア研究所
株式会社九州インターメディア研究所（きゅうしゅうインターメディアけんきゅうしょ）は、福岡市博多区に本社をおくwebサイト構築と映像制作、人材派遣業を行う企業。

## 概要
- 1998年7月会社設立。
- 九州の地場企業6社とデジタルハリウッドグループ2社の出資で設立。
- デジハリとパートナーシップを結んでいる。
- 株式会社アイ・エム・ジェイのエリアパートナーである。